# Camarona
Camarona är ett släkte av tvåvingar. Camarona ingår i familjen parasitflugor.
Kladogram enligt Catalogue of Life:
| Camarona | \| \| Camarona caeruleonigra \| \| \| \| \| \| Camarona xanthogastra \| \| \| \| |
|          | \| \| Camarona caeruleonigra \| \| \| \| \| \| Camarona xanthogastra \| \| \| \| |
|          | Camarona caeruleonigra                                                           |
|          |                                                                                  |
|          | Camarona xanthogastra                                                            |
|          |                                                                                  |